# Phillip E. Johnson
Phillip E. Johnson (ur. 18 czerwca 1940 w Aurora, w stanie Illinois, zm. 2 listopada 2019 w Berkeley) – amerykański profesor prawa na uniwersytecie Berkeley w Kalifornii.
Phillip E. Johnson jest jedną z głównych postaci zaangażowanych w koncepcję inteligentnego projektu, jest autorem książki Sąd nad Darwinem (ang. Darwin on Trial) zawierającej krytykę darwinizmu oraz inicjatorem tzw. strategii klina (wedge strategy), społecznej akcji zapoczątkowanej przez Discovery Institute, organizację grupującą krytyków ewolucjonizmu i promującą wspomnianą teorię inteligentnego projektu. Twierdzi że akceptacja metafizycznego naturalizmu w nauce czyni z niej metafizyczną opowieść o tym jak powstał świat.
Znany jest również z promowania z Kary B. Mullisem oraz Charlesem Thomasem opinii, wygłaszanej mimo sprzeciwów wspólnoty naukowej, że wirus HIV nie jest przyczyną AIDS, ponieważ istnieją osoby o symptomach AIDS bez zarażenia wirusem HIV oraz nosiciele tego wirusa bez widocznych symptomów AIDS.

## Życiorys
Johnson otrzymał stopień bakałarza z angielskiej literatury na Uniwersytecie Harvarda oraz ukończył studia prawnicze na Uniwersytecie w Chicago. Pracował w biurze sędziego Sądu Najwyższego USA, Earla Warrena oraz w latach 1967-2000 nauczał na Uniwersytecie Kalifornijskim w Berkeley.
Pod koniec lat 70. XX wieku pod wpływem żony przeżył przebudzenie religijne i stał się nowo narodzonym (born-again) chrześcijaninem, co zainspirowało go do zainteresowania się kreacjonizmem. W 1991 roku rozpoczął polemikę z ewolucjonizmem, wydając Sąd nad Darwinem, w której to pozycji argumentował, że darwinizm stał się innego rodzaju fundamentalizmem religijnym, nie znoszącym rzeczowej krytyki.
W 1995 roku opublikował kolejną książkę Reason in the Balance: The Case Against Naturalism in Science, Law, and Education, w której analizował rolę, jaką naturalizm (filozofia) pełni w naszej kulturze.
Publikacje i tezy Johnsona nie znalazły szerokiego poparcia w środowiskach naukowych, wywołując sprzeciw wielu naukowców (zob. Daniel Dennett), przez co jego prace uważa się za propagowanie pseudonauki.

## Strategia klina
Johnson jest autorem tzw. „strategii klina”. Jest to plan działania polegający na promowaniu w społeczeństwie i środowiskach akademickich poglądów o kryzysie teorii ewolucji oraz uprzywilejowaniu filozoficznego stanowiska naturalizmu jakie kryje się za ideami Darwina, które przyczynić się mają ostatecznie do łatwiejszej popularyzacji idei kreacjonistycznych.
Zdaniem Johnsona nie istnieje mocne świadectwo na rzecz Darwinowskiej teorii ewolucji według której całą różnorodność życia był zdolny wytworzyć przypadkowy i nie prowadzący do celu proces naturalny będący „ślepym zegarmistrzem”. Tezę tę:
zamaskowuje się jako coś, co udowodniono na podstawie świadectwa naukowego. W rzeczywistości zaś świadectwo, iż mechanizm mutacji i doboru może stworzyć nowe złożone organy lub nowe typy organizmów jest bardzo słabe, jeśli w ogóle istnieje.
— Phillip E. Johnson, „Głośna „herezja” w świątyni Darwina”
Przekonanie co do jej prawdziwości opiera się jednak tylko na akceptacji metafizycznego naturalizmu, a nie nauki empirycznej. Utrzymuje się ona ponieważ „alternatywą jest nadnaturalne stworzenie, które jest nie do zaakceptowania przez reguły dzisiejszej nauki."
Zatem by skutecznie polemizować z ewolucjonizmem należy analizować co w nim udowodniono a co tylko założono.
Na pozór współczesna nauka wygląda jak solidny pień – tłumaczy Johnson – ale wystarczy znaleźć drobne pęknięcie, wbić w nie klin i wytrwale stukać, a pień na pewno pęknie. Trzeba skupić się na wyszukiwaniu rys w teorii ewolucji. Zamiast dowodzić, że „twierdzenia darwinowskiej ewolucji stoją w sprzeczności z Biblią”, trzeba pokazywać, że „popadają one w konflikt ze świadectwami biologicznymi”. Kreacjonizm musi prowadzić taką krytykę darwinizmu, „której kultura akademicka i naukowa nie mogłaby łatwo zignorować”. By to zrobić, należy odłożyć na bok wszelkie spory o interpretację biblijną i skoncentrować się na twierdzeniach darwinizmu.
— Elżbieta Olender, „Amerykańska wojna z Darwinem”, Gazeta Wyborcza, 24 marca 2006.